# Florian Lesca
Pour les articles homonymes, voir Lesca.
Florian Lesca, né le 8 octobre 1989 à Dax, dans les Landes, est un joueur français de basket-ball. Il évolue au poste d'ailier. Il est le cousin de Rémi Lesca.

## Biographie
Après deux saisons sous les couleurs du Dax Gamarde Basket 40, il met un terme à sa carrière professionnelle. Il choisit tout de même de continuer à pratiquer le basket-ball au niveau amateur, marquant son retour dans son club formateur, l'Avenir basket Chalosse.

## Palmarès
- Champion de France de Pro B 2010
- Vainqueur Trophée coupe de France 2010
- Champion de France cadet série B 2006/2007
- MVP finale championnat de France cadet 2006/2007
- Vainqueur coupe des Pyrénées-Atlantiques 2010
- Champion de France NM3 2009/2010
- Champion de France NM2 2018/2019 (meilleur marqueur de la finale 24pts)
- Vainqueur de la Coupe des Landes 2019 (meilleur marqueur de la finale 26pts)